# 世界は変わる
『世界は変わる』（せかいはかわる）は中村一義が2016年8月10日に発表した配信限定シングルである。

## 概要
日本テレビ系アニメ「エンドライド」のエンディングテーマで、中村一義にとって初の配信限定シングルである。
表題曲に加え、カップリングには5/31に赤坂BLITZで行われた「RockでなしRockn’roll2016～海賊大祝祭～」ツアーファイナル公演からの音源を3曲が収録されている。

## 収録曲
| 全作詞・作曲・編曲: 中村一義。 |                           |          |            |      |
| #                              | タイトル                  | 作詞     | 作曲・編曲 | 時間 |
| 1.                             | 「世界は変わる」          | 中村一義 | 中村一義   | 4:52 |
| 2.                             | 「スカイライン [Live]」   | 中村一義 | 中村一義   | 4:38 |
| 3.                             | 「大航海時代 [Live]」     | 中村一義 | 中村一義   | 3:47 |
| 4.                             | 「キャノンボール [Live]」 | 中村一義 | 中村一義   | 5:50 |

## 演奏
- 中村一義